# Olla de cocció lenta

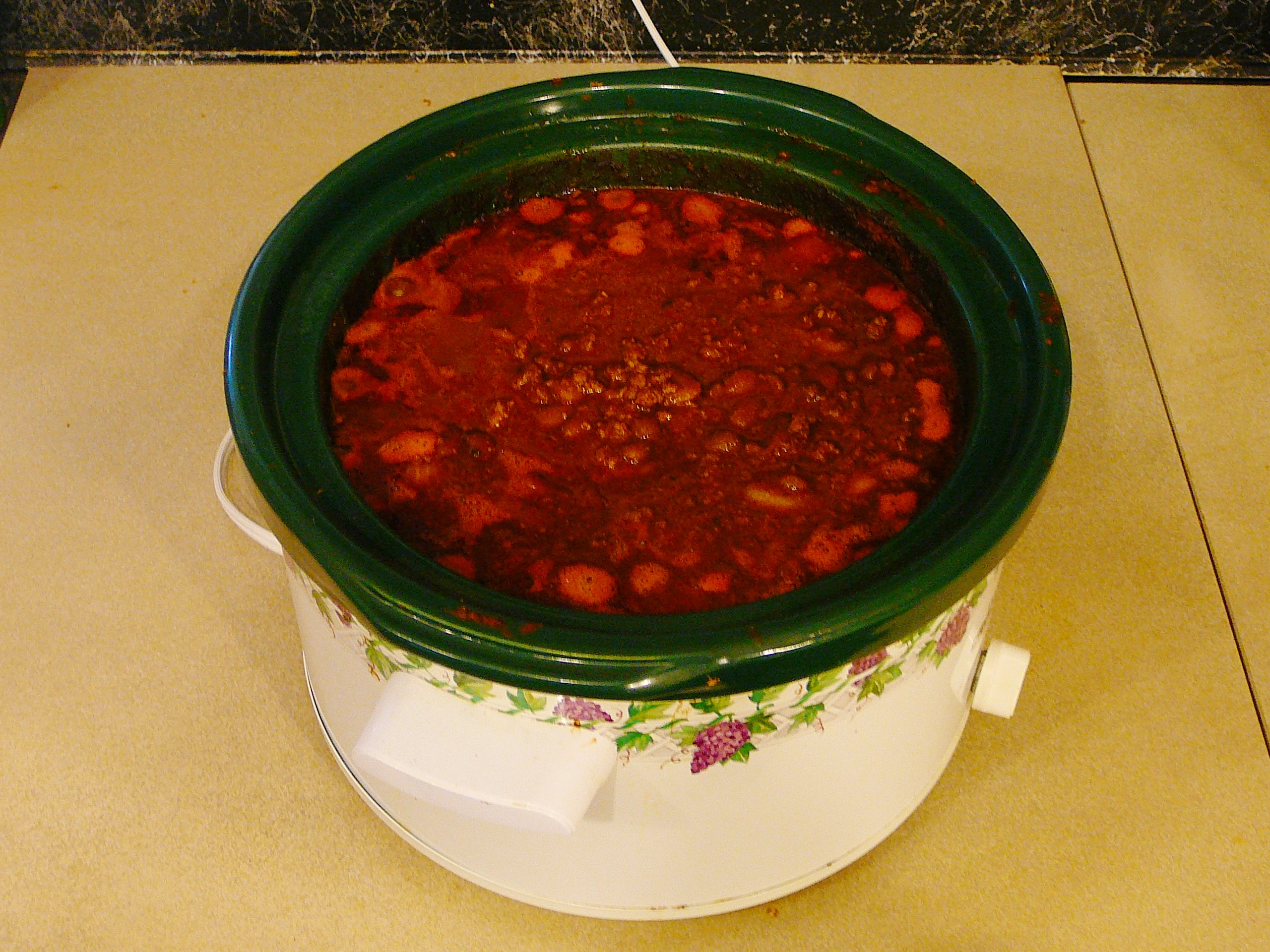
Olla de cocció lenta preparant un xili amb carn.

L'olla de cocció lenta  és una mena d'olla que per les seves característiques com electrodomèstic connectat al corrent elèctric permet mantenir la temperatura constant durant llargs períodes. Sol col·locar-se en els fogons de les cuines i serveix per a elaborar aliments en coccions prolongades. La seva tècnica de cuina és oposada a l'olla de pressió però té alguns avantatges comparada amb ella.

## Història
Algunes de les preparacions culinàries com la fabada o l'escudella i carn d'olla requereixen temps, gràcies a la invenció de l'olla de pressió es va resoldre el problema reduint els temps de cocció. No obstant això es va continuar investigant en la possibilitat de cuinar lent sense necessitat de vigilància. Sota aquest concepte l'empresa de Chicago  Naxon Utilities Corporation  va desenvolupar el que seria la  Naxon Beanery All-Purpose Cooker . The Rival Company va comprar Naxon el 1970 i va reintroduir el concepte de nou sota la marca registrada  Crock-Pot  el 1971. El 1974 Rival va introduir millores en el disseny permetent que es poguessin treure fàcilment els components. La marca pertany en l'actualitat a Sunbeam Products, una subsidiària de Garden Corporation.

## Característiques
L'olla de cocció lenta és una mena d'olla amb recobriment ceràmic, de porcellana (o també plàstic) en el seu exterior. Aquest tipus d'olles té elements que escalfen mitjançant electricitat, així com un termòstat per a controlar la temperatura de cocció. La part superior sol tenir una tapa que permet inspeccionar els aliments. A diferència d'una olla de pressió, la pressió a l'interior d'una olla de cocció lenta és similar a la pressió atmosfèrica i, per tant, no necessita una vàlvula que controli l'atmosfera al seu interior .
Les mides ofertes solen anar des del mig litre de volum fins als set litres aproximadament i les temperatures d'operació van des dels 70 °C fins als 90 °C (sempre per sota de la temperatura d'ebullició). En la majoria de les olles l'ajust de temperatura és tan bàsic com: baix, mitjà, alt. Algunes més modernes porten programació i permeten configuracions de temperatura al llarg del temps, com: dues hores baix i tres alt, una alt i dues baix, etc. Atès que en la majoria dels casos es cuina amb la tapa posada, el vapor que s'allibera retorna a l'aliment després de la seva condensació a la tapa, d'aquesta manera no cal vigilar la quantitat d'aigua durant la cocció.

## Avantatges/Desavantatges
Amb la cocció lenta gran part del teixit connectiu de la carn es gelatinitza i passa al líquid de l'estofat fent que el seu sabor sigui més intens, així com la seva textura. Les vitamines i certs nutrients romanen millor a baixes temperatures. Entre els desavantatges hi ha que alguns llegums com les  kidney beans  (mongetes vermelles) tenen una toxina (Fitohemaglutinina) que no s'elimina si no és coent-les diversos minuts a altes temperatures. De la mateixa manera la cocció per sota dels 60 °C o 70 °C pot permetre que alguns bacteris tòxics puguin sobreviure.